# 米国女子ゴルフLPGAハイライト
米国女子ゴルフLPGAハイライト
米国女子ゴルフLPGAハイライトは、2011年9月から開始したワールド・ハイビジョン・チャンネル（TwellV）とゴルフチャンネルで放送されていたUSLPGAツアーの月間ハイライト番組である。
TwellVでは、毎月第1土曜日13時～14時に初回放送、第2土曜日16時～17時に再放送が放送される。
ゴルフチャンネルとは放送時間が異なる。2012年3月末にゴルフチャンネルの閉局に伴い同月終了。

## コーナー
- 前月のUSLPGAツアーを振り返る『トーナメントハイライト』
- 前月のUSLPGAツアー出場の日本人選手を振り返る『Monthly Japanese』
- プロゴルファー村口史子のレッスンコーナー『Extra!Extra!』
- 前月のスーパーショット集 『Super Shots』
- USLPGAツアーで活躍する選手に迫る『Girl's☆Rock』

## 出演者
- 村口史子 (『Extra!Extra!』コーナー、『Monthly Japanese』解説)
- レックス倉本(番組スーパーバイザー)

- 福ノ上達也（VTRナレーション）
- 照井春佳（CGキャラクター「エル」役 ナレーション）